# Herman I van Lohn
Herman van Lohn (Duits: Hermann von Lohn) (ca. 1215 - Stadtlohn 1252), was graaf van het graafschap Lohn, heer van Bredevoort van 1221 tot zijn plotselinge dood in 1252. Hij was de zoon van graaf Gerhard III van Lohn. Zijn moeder is onbekend.
Hij huwde eerst Sophia. Van hen is een kind bekend:
- Hendrik van Lohn

Later huwde hij Euphemia van Coeverden weduwe van Hendrik II van Borculo. Euphemia schonk hem volgende kinderen:
- Herman II
- Sophia, vrouw van Bernhard von Ahaus Horstmar

Van de derde zoon, Gerhard IV is niet bekend wie de moeder is.

## Geschiedenis
Herman is samen met graaf Ludolf II van Steinfurt eigenaar van Kasteel Bredevoort en lieten het verder versterken en gebruikten daarvoor de stenen van het oude kasteel Lohn. Als hij hertrouwt met Euphemia krijgt hij daarmee de voogdij over Hendrik III van Borculo die op dat moment drie jaar oud is. Tot zijn volmondigheid zou Herman zijn zaken waarnemen als burggraaf van Coevorden en heer van Drenthe, daarnaast ook de zaken van de Heerlijkheid Borculo. 
In 1245 schenkt Herman de kerk van Varsseveld aan het klooster Bethlehem. Eerder had hij al de Hof te Varsseveld met hen geruild tegen de Hof Starkenrode in Winterswijk. Op 2 augustus 1246 draagt Herman het kasteel Bredevoort maar ook de parochies Eibergen, Neede, Groenlo en Geesteren over aan Otto II van Gelre. Voor de overdacht van de Borculose gebieden was Herman niet bevoegd. Hierdoor ontglippen alle gebieden, met uitzondering van Groenlo dat Hendrik II van Borculo om onduidelijk redenen aan graaf Otto II van Gelre had verkocht, aan de handen van Gelre en blijven bij de heerlijkheid Borculo. Groenlo werd daardoor een Gelderse exclave omsloten door de heerlijkheid Borculo en de heerlijkheid Lichtenvoorde. 